# 初笑い東西寄席
初笑い東西寄席（はつわらいとうざいよせ）→新春生放送!東西笑いの殿堂（しんしゅんなまほうそう!とうざいわらいのでんどう）とはNHK総合テレビで毎年1月3日に生放送される年始特別番組。1994年放送開始。

## 概要
番組の源流は1950年代中盤より『初笑い寄席中継』として開始後、東京、大阪の各演芸場から高座の模様を放送。その後、東西で別番組の時代も経て本番組に至った。

東京・大阪4箇所の寄席・演芸場からの中継でお笑い、漫才、落語などの寄席の模様を放送している。
2014年までは司会者陣が寄席の前に陣取り番組進行を行なっていた。

### 番組リニューアル
2015年に放送時間が従来より45分延長され、以前の完全な寄席・演芸場からの放送から、NHK放送センター112スタジオをキーステーションに各会場と繋ぐ体制へと番組がリニューアルされた。
それに伴い、これまで物理的に出演できなかった五代目円楽一門会、落語立川流および米朝事務所の落語家も出演するようになり、112スタジオで芸を披露する。また2016年よりNHK新人お笑い大賞・新人落語大賞の優勝者も、優勝特典として同様に112スタジオで芸を披露するように。
総合司会兼東側キャプテンとして爆笑問題（太田光、田中裕二）、西側キャプテンとして中川家（剛、礼二）、進行役としてNHK女性アナウンサーが司会者席に陣取る。
スタジオ出演者の東西チーム分けは、活動拠点、出身地などにより適宜設定されており、その点は司会者が突っ込んでいる場面も多い。
終盤は2023年までトリ前に東側・爆笑問題と西側・中川家が漫才を披露した後、東西の漫才界の大御所がトリを飾っていた。2024年は放送時間が急遽短くなった都合上、爆笑問題と中川家がトリで時間調整をすることになり、大御所（ザ・ぼんち→おぼん・こぼん）→心斎橋角座中継→中川家→爆笑問題の順序で進行し、2025年もその流れが踏襲された。
112スタジオからの放送となって以降は、太田の意向で最後に東西いずれかの勝利を決めるようにしているが、観覧者による判定など方法は様々で、勝敗も「両軍勝利」「引き分け」などと明確にはしない。2024年は後述の事情により初めから決めないこととなった。
2017年よりタイトルを現在の『新春生放送!東西笑いの殿堂』に変更。タイトルの末尾にはその年の西暦が入る。放送時間は13:05 - 17:00（15時台はじめにニュースによる中断が5分あり）と、2016年までより約1時間繰り下げた。
2021年は新型コロナウイルス感染症拡大防止のため、無観客での放送となった。
2024年は正月に能登半島地震や日本航空機と海上保安庁機の衝突炎上事故が発生したことによる報道特別体制に伴い、番組開始が13:10に繰り下がったり、各定時にニュースが挿入されるなど、演出が一部変更された。放送後の同年1月10日、太田は『JUNK 爆笑問題カーボーイ』（TBSラジオ）でニュースが挟まれる度に重い雰囲気になるスタジオの様子を話題にしつつ「こんなに難しかった東西寄席はない」と振り返った。
2025年の中継地は下記の通り（中継順）。
- なんばグランド花月（主に吉本興業（大阪吉本）所属の漫才師・タレントが出演）
- 鈴本演芸場（落語協会・漫才協会所属の落語家・漫才師などが出演。浅草演芸ホールと隔年で中継）
- 新宿末廣亭（落語芸術協会所属の落語家などが出演）
- DAIHATSU 心斎橋角座（2019年より。主に松竹芸能所属の漫才師・タレントが出演。浪花座、NHK大阪ホール、B1角座、通天閣劇場TENGEKI、道頓堀角座からだったこともある）

## 出演者
NHK112スタジオ 司会者陣
- 爆笑問題（総合司会、東側キャプテン）
- 中川家（西側キャプテン）

爆笑問題は紋付羽織袴、中川家はタキシードを着用して司会を務めるが、漫才の際は爆笑問題が衣装を替えないのに対し中川家はスーツに着替える。
- 佐藤あゆみアナ（進行）

2015年は藤井彩子、2016・2017年は片山千恵子、2018・2019年は雨宮萌果、2020年は赤木野々花、2021年は中川安奈、2022年は中山果奈、2023年は浅田春奈、2024年は浅野里香の各アナウンサーが担当。晴れ着姿で登場することが多い。
- ナイツ（「ひな壇トーク」進行）

2025年に、口演を終えて112スタジオの雛壇に座った演者への聴き手を担当。
鈴本演芸場（落協）リポート担当
- 江戸家猫八

1995年は柳家小三治と松居直美（94、96年は浅草、98年はNGK）、2008 - 2010年は林家正蔵と中川翔子、2011 - 2012年は正蔵と杉崎美香といった、当時放送されていた『笑いがいちばん』の司会コンビが進行を担当していた。2013年は3代目三遊亭圓歌と神戸蘭子、2014年は柳家権太楼と藤井彩子アナが担当。2015・2018年は春風亭一之輔、2016・2022年は林家三平、2017年は春風亭ぴっかり☆（現：蝶花楼桃花）、2017・2019年は古今亭文菊、2018 - 2020年は柳亭こみち（男性落語家とのコンビ）、2020年は林家木久蔵、2021年は林家彦いち、2023年は柳家わさび、2024年はロケット団がリポートを担当。
なんばグランド花月（大阪吉本）リポート担当
- ミルクボーイ

2023年も担当。1994年は桂文珍と有働由美子アナ、翌年は武内陶子アナとのコンビ、1998年は月亭八方、翌年は海原やすよ ともこが加わる。2000 - 2014年は笑福亭仁鶴が長らく進行を担当。パートナーとして2007年までは武内由紀子（元：OPDメンバー）、2008 - 2013年は友近、2014年は宇都宮まきが仁鶴と共演していた。2015・2017・2018年は銀シャリ、2016年は藤崎マーケット、2019・2022年は和牛、2020年はアインシュタイン、2021年はおいでやすこが、2024年は見取り図がリポートを担当。
DAIHATSU 心斎橋角座（松竹）リポート担当
- チキチキジョニー

2016年より担当（2018年を除く）。2024年は中西茂樹（なすなかにし）、2025年は河邑ミクと一緒に担当。1995年は浜村淳、1998 - 2000年は笑福亭鶴光。その後はますだおかだに続いて2014年までは長らくアメリカザリガニが進行を担当。2015年は増田英彦（ますだおかだ）とキンタロー。、2018年は森脇健児とアルミカンがリポートを担当。
- - 過去の松竹勢の進行担当女性パートナー（1,2年交替。所属事務所は松竹芸能と限らない。出典：NHKアーカイブス）
    - 1995年 - 田中早苗（浪花座）
    - 1999年 - オセロ（浪花座）2000年まで
    - 2009年 - 河島あみる
    - 2011年 - 小林さり
    - 2012年 - 藤岡みなみ
    - 2013年 - 相沢美紗樹
    - 2014・2015年 - キンタロー。

新宿末廣亭（芸協）リポート担当
- 柳亭小痴楽

2020・2022年も担当。1994年は春風亭昇太とピンクの電話、翌年から昇太と三遊亭小遊三（1995年：江戸家まねき猫も）、1999年・2000年はヨネスケと河合美智子、2014年の番組リニューアル前までは爆笑問題（総合司会兼任）が進行を担当。2015 - 2019・2021・2023年はナイツ、2024年は春風亭昇々がリポートを担当。
2021 - 2023年は新型コロナウィルス感染症拡大防止のため、オープニングではリポーターがNHK112スタジオに登場し、その後に末廣亭へ向かうようになっていた。